# Uniwersytet w Sydney

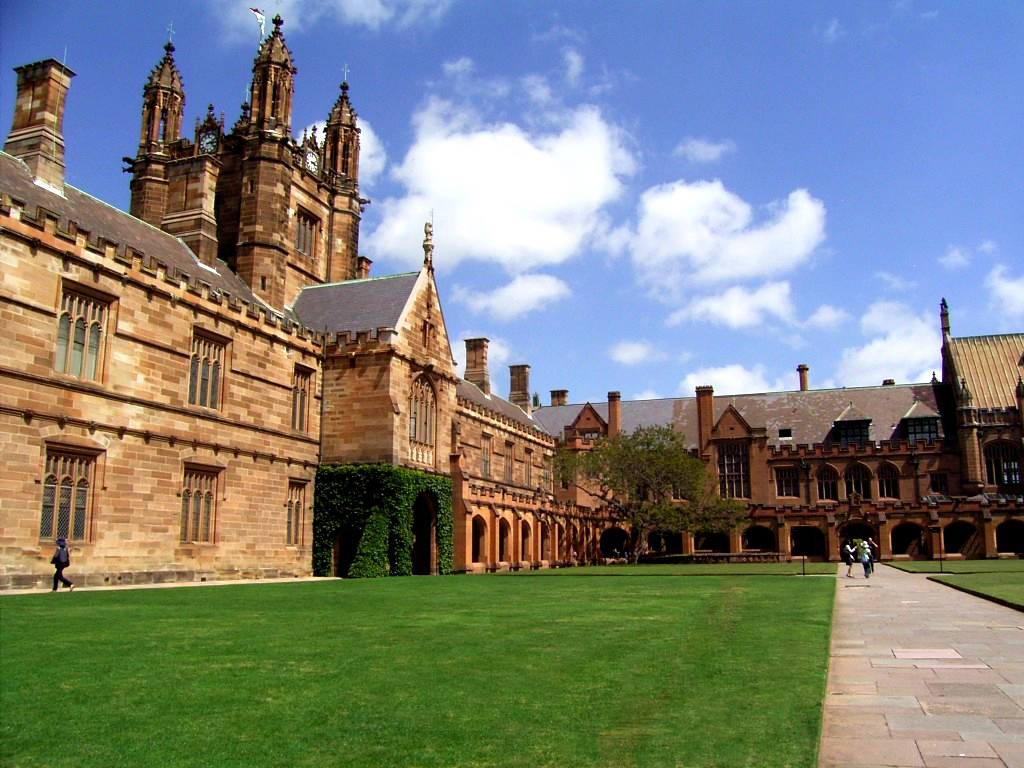
Dziedziniec główny w najstarszym z kampusów uczelni

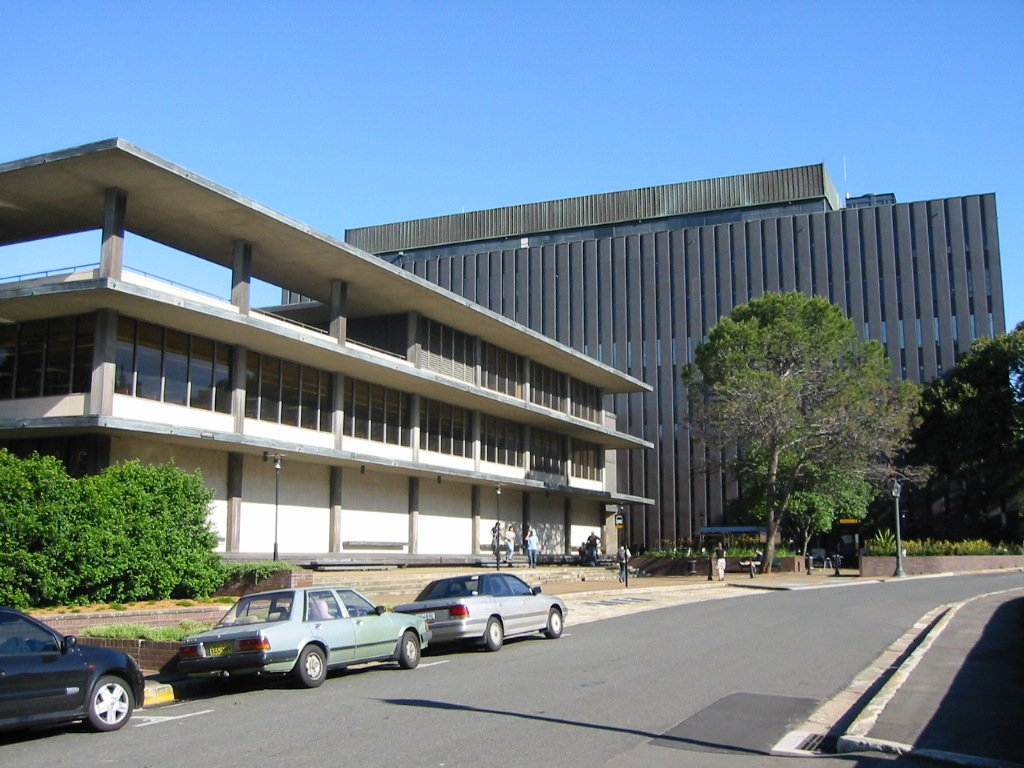
Główny gmach Biblioteki Uniwersyteckiej

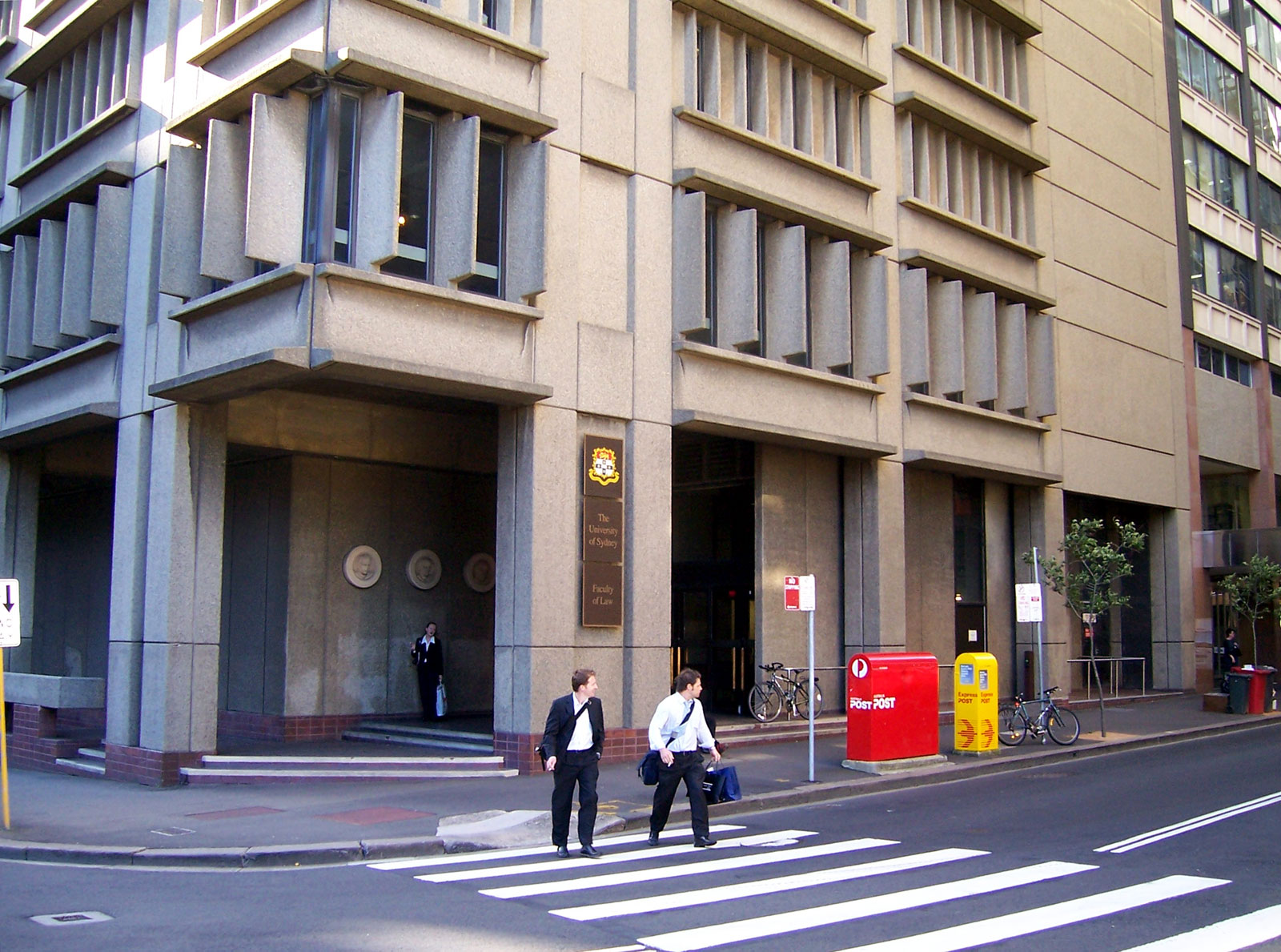
Wejście do Szkoły Prawa Uniwersytetu

Uniwersytet w Sydney, University of Sydney – najstarsza australijska uczelnia wyższa, z siedzibą w Sydney, założona w 1850 roku decyzją Rady Legislacyjnej Nowej Południowej Walii (wówczas brytyjskiej kolonii), zaś faktyczną działalność prowadząca od 1852 roku. W prestiżowym rankingu 200 najlepszych uczelni wyższych na świecie brytyjskiego magazynu Times Higher Education zajmuje 37. miejsce na świecie i drugie w Australii, po Australijskim Uniwersytecie Narodowym (stan według zestawienia z roku 2008).

## Wydziały
- Wydział Rolnictwa, Żywności i Zasobów Naturalnych
- Wydział Architektury, Projektowania i Planowania
- Wydział Sztuk
- Wydział Stomatologii
- Wydział Ekonomii i Biznesu
- Wydział Edukacji i Pracy Socjalnej
- Wydział Inżynierii i Technologii Informacyjnych
- Wydział Sztuk Pięknych
- Wydział Nauk o Zdrowiu
- Wydział Prawa
- Wydział Medycyny
- Wydział Muzyki
- Wydział Pielęgniarstwa i Położnictwa
- Wydział Farmacji
- Wydział Nauk
- Wydział Nauk Weterynaryjnych

## Znani absolwenci
Absolwentami uniwersytetu byli między innymi:
- pięciu premierów Australii: Edmund Barton, Earle Page, William McMahon, Gough Whitlam, John Howard
- dwaj gubernatorzy generalni Australii: John Kerr i William Deane
- troje gubernatorów australijskich stanów
- pięcioro premierów australijskich stanów i terytoriów
- 24 sędziów Sądu Najwyższego Australii, w tym czterej jego przewodniczący
- trzej burmistrzowie Sydney
- ludzie kultury:
  - Dolph Lundgren
  - Germaine Greer
  - Jane Campion
  - Peter Weir
  - Bruce Beresford